# 澳門英記餅家
澳門英記餅家（Pastelaria Yeng Kee），始於1928年，是澳門的手信品牌之一，母公司為佳景集團，主要競爭對手為咀香園餅家及鉅記餅家。分店遍及澳門和氹仔。2014年品牌經過全面革新，邀請香港藝人譚詠麟於2014年-2018年為品牌擔任代言人，並以全新形象在澳門開設分店。
2014年9月25日，澳門英記餅家在大三巴旗艦店舉行全新品牌形象發佈會，除了譚詠麟外，更邀得謝賢、曾志偉、苗僑偉、肥媽、李克勤、顧紀筠及Super Girls等一衆香港藝人出席並主持揭幕儀式。